# Bruno Ehrich
Alois Joseph Bruno Ehrich (* 23. Mai 1861 in Ratibor, Schlesien; † 6. Dezember 1947 in Kempen am Niederrhein) war ein deutscher Historienmaler der Düsseldorfer Schule.

## Leben
Ehrich studierte von 1878 bis 1890/1891 an der Kunstakademie Düsseldorf Malerei. Dort waren Andreas und Karl Müller, Heinrich Lauenstein, Peter Janssen d. Ä., Adolf Schill, Julius Roeting und Eduard Gebhardt seine Lehrer. Mit seinem Freund Wilhelm Döringer arbeitete er bis 1908 bei der Ausgestaltung zahlreicher Kirchengebäude zusammen. Ehrich, der wie Döringer und andere Schüler der Professoren Müller und Gebhardt zu den Spätnazarenern der Düsseldorfer Schule zählt und der bis 1944 in Düsseldorf, danach in Kempen lebte, war von 1909 bis 1940 Mitglied im Künstlerverein Malkasten.

## Werke (Auswahl)
- mit Wilhelm Döringer: Wandbilder im Dom zu Münster, 1885
- mit Wilhelm Döringer: Kuppelgemälde in der Pfarrkirche zu Ehrenbreitstein, 1885
- mit Wilhelm Döringer: Fresken im Chor der Kreuzkirche zu Berlin, 1890
- mit Wilhelm Döringer: Entwürfe für die Chorfenster der Schlosskirche von Wittenberg
- mit Wilhelm Döringer: Kreuzweg im Collegium Albertinum Bonn, 1895–1901[3]
- mit Wilhelm Döringer: Kreuzweg aus 14 Passionsbildern für St. Lambertus (Düsseldorf), bis 1901[4]
- Entwurf für das Kreuzigungsfenster in der St. Wilhadi-Kirche Stade, 1911
- mit Wilhelm Döringer: Fenster im Seitenschiff der St. Wilhadi-Kirche Stade, 1918
- Fischer in der Lagune vor Venedig, Landschaftsgemälde/Vedute